# Palas (arquitectura)
Un palas (en alemán: [ˈpaːlas]) es un término alemán para referirse al edificio más prestigoso de un Pfalz o castillo que albergaba la gran sala del complejo. Estos edificios aparecieron en el período románico (siglos XI a XIII) y de acuerdo a Thompson, son "propios de los castillos alemanes", por lo que se hallan en países germanófonos o que hayan tenido influencia alemana.
Debido a los estudios sobre castillos realizados en el siglo XIX, el término palas se usa como un término que refiere a los salones cubiertos de los castillos. No obstante. el uso arquitectónico e histórico del término se ha restringido por otros autores al edificio románico.

«Una de las herencias del Burgenkunde es el hábito de aplicar el término "Palas" no solo a aquellos salones románicos cuyas representaciones más antiguas se pueden hallar en los Pfalz, sino a cualquier edificio habitable en un castilla, sin importar el tamaño, la subdivisión espacial, el diseño formal y su desarrollo. De esta manera, el término no tiene significado, no solo por "echar en el mismo tarro" dos edificios de diferente forma y función, sino porque oculta un importante punto en el desarrollo de los castillos.»

## Características
El salón de piedra de un palas tiene una planta rectangular alargada. Con frecuencia, el edificio está provisto de un sótano. Los pisos principales (generalmente dos, a veces incluso más) están bien iluminados por ventanas arqueadas que a menudo se agrupan para formar arcadas. A menudo se encuentra aquí una rica escultura ornamental para realzar el prestigio de la sala. El gran salón, ubicado en el primer piso, ocupa toda la superficie del edificio y se accede a él por una escalera independiente. A menudo, la sala está dividida por una fila de columnas en dos pasillos, pero también puede ser abovedada. Los palas de varios pisos también pueden contener varios pasillos superpuestos. El gran salón se usaba principalmente en verano, porque era difícil de calentar, mientras que en invierno el gabinete (Kemenate) era la sala de estar preferida. El área climatizada a menudo se conoce como Dürnitz generalmente se encuentra en la planta baja, bajo el gran salón. Los palas solían estar cubiertos por un techo a dos aguas. Según Robert R. Taylor, 

"los palas solían distinguirse de la torre del homenaje. A menudo de planta rectangular y de dos pisos de altura, se construía sobre un sótano. En el nivel superior había una gran sala o gran salón [...] eran a menudo adyacentes o sobre el gran salón. Cerca estaban la cisterna o el pozo y las cocinas. La mayoría de los castillos tenían capillas, a veces extramuros y ocasionalmente sobre una puerta de entrada [...]"

## Distribución
El palas apareció por primera vez como un tipo de edificio en palacios imperiales o kaiserpfalzen, en los que se podía albergar el salón del rey o el aula regia. En este salón se llevaban a cabo actos públicos de estado bajo la dirección del rey como sesiones de la corte imperial, la administración de justicia o la recepción de dignatarios seculares y religiosos.
Desde la segunda mitad del siglo XII, en el Sacro Imperio Romano los palas románicos también formaron parte de la arquitectura de varios castillos de la alta nobleza. El elemento más importante seguía siendo el gran salón, que ofrecía un escenario prestigioso para recepciones y festejos. 

## Románico

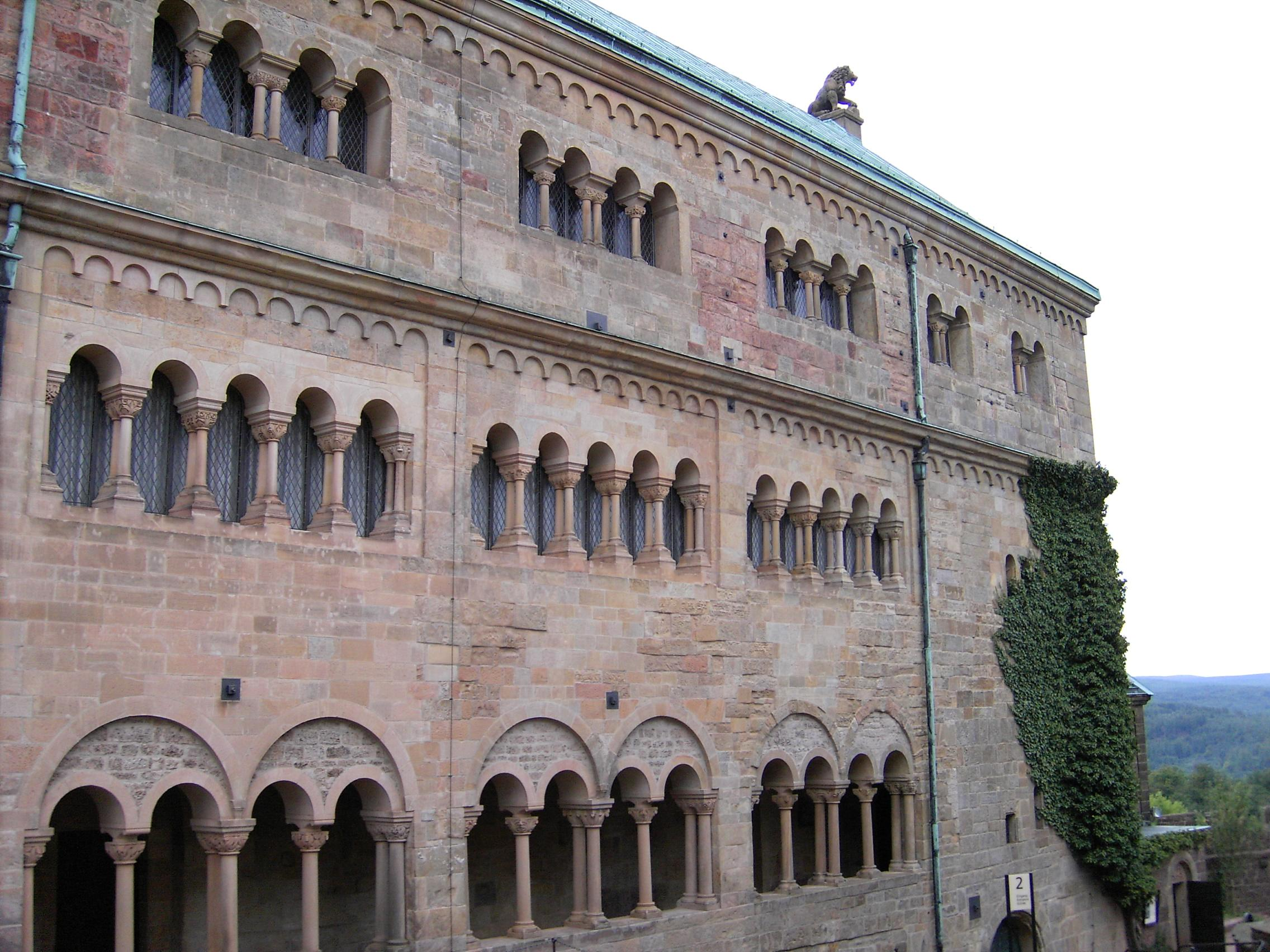
Palas del castillo de Wartburg.
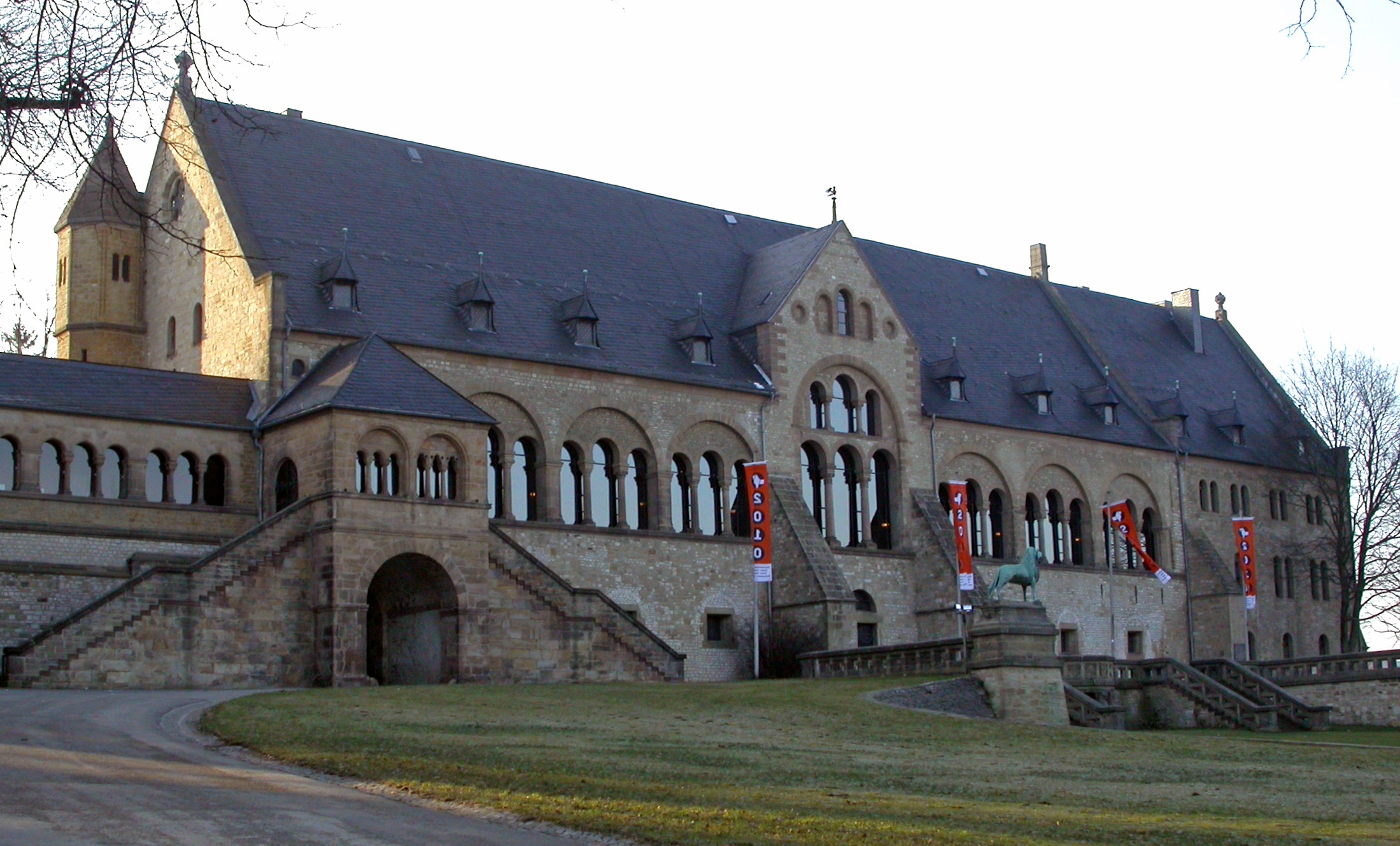
Palas del palacio imperial de Goslar.
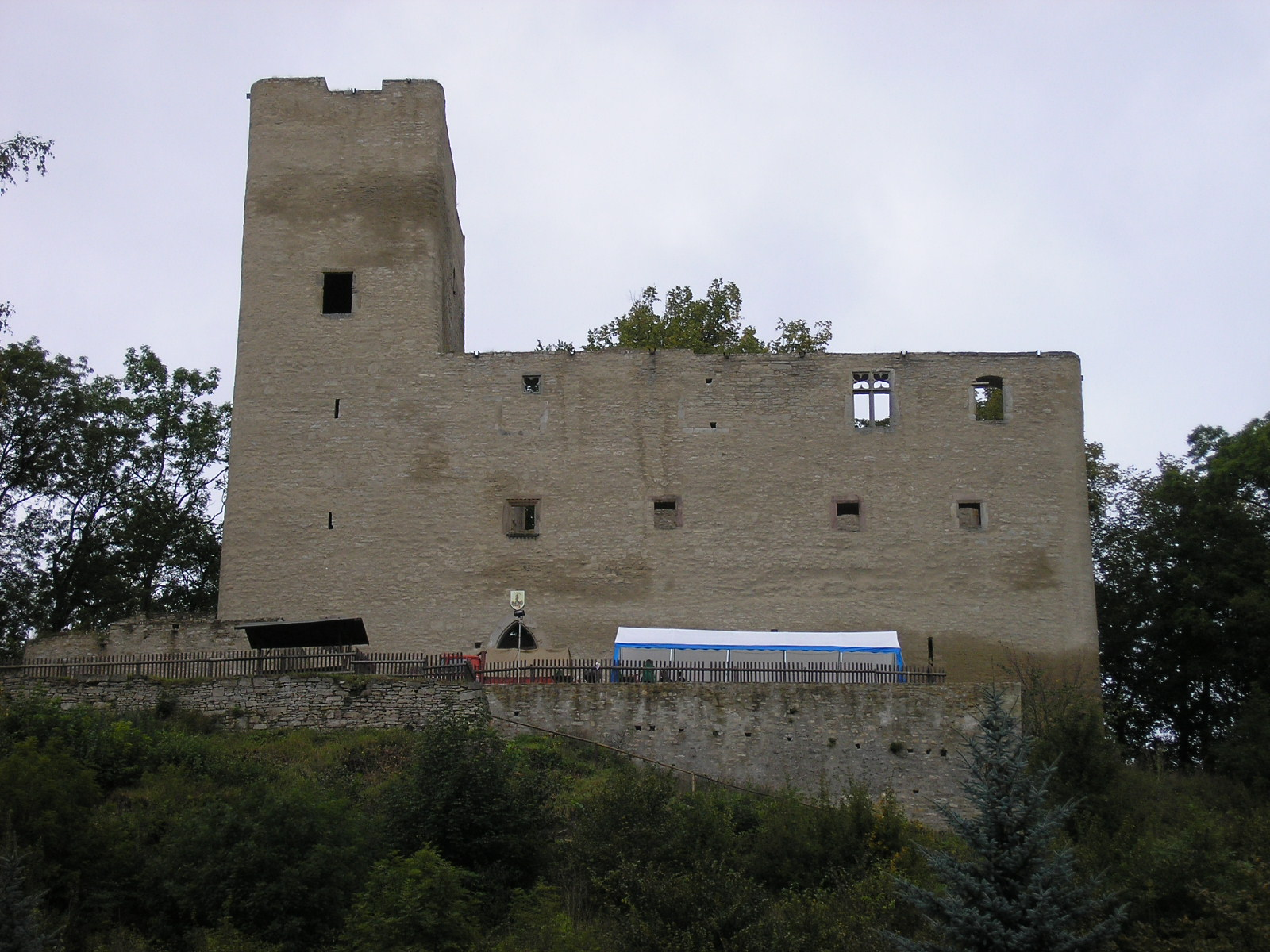
Castillo de Liebenstein (Turingia), palas y torre del siglo XII.
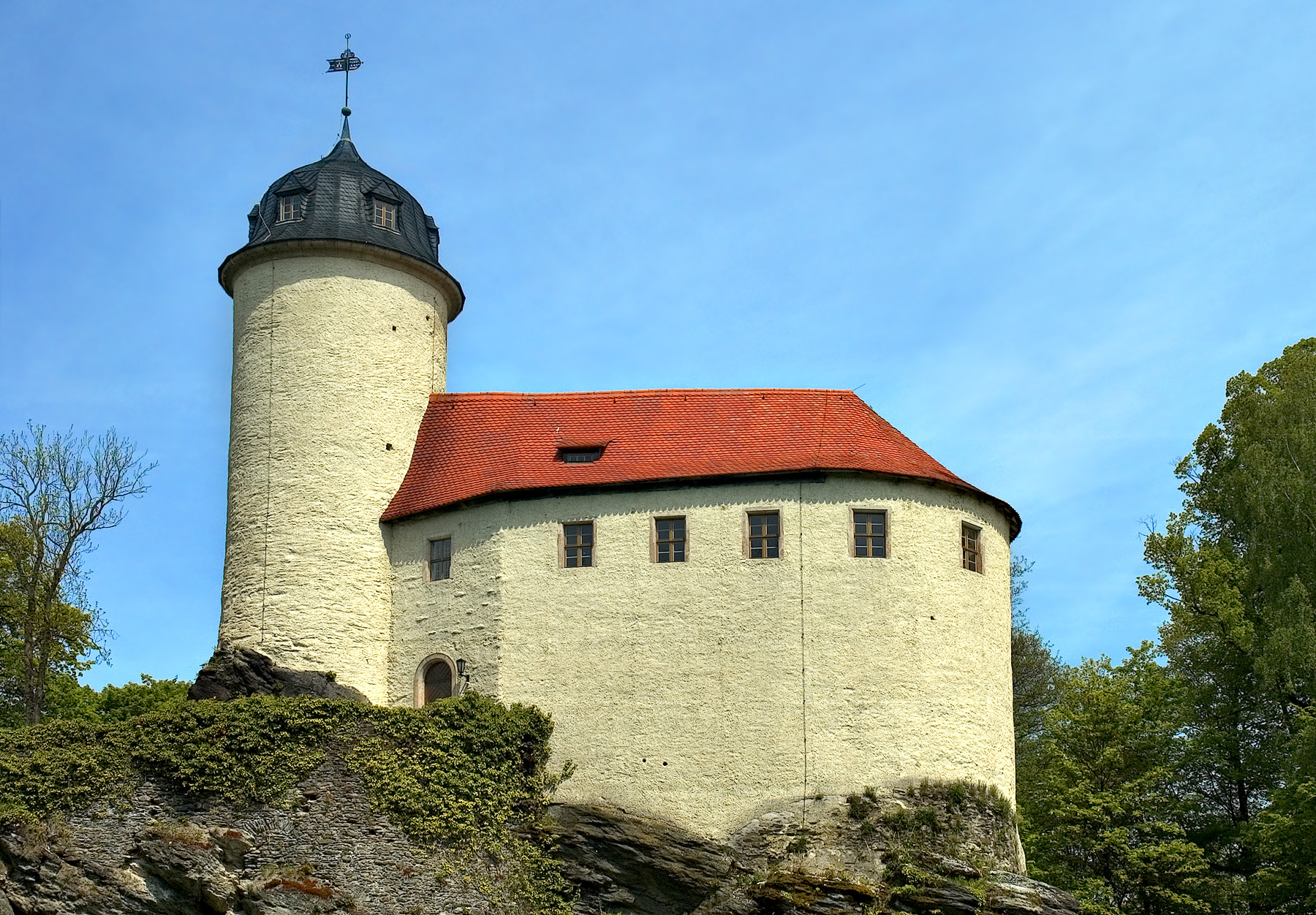
Castillo de Rabenstein (Sajonia), palas y bergfried del siglo XII.

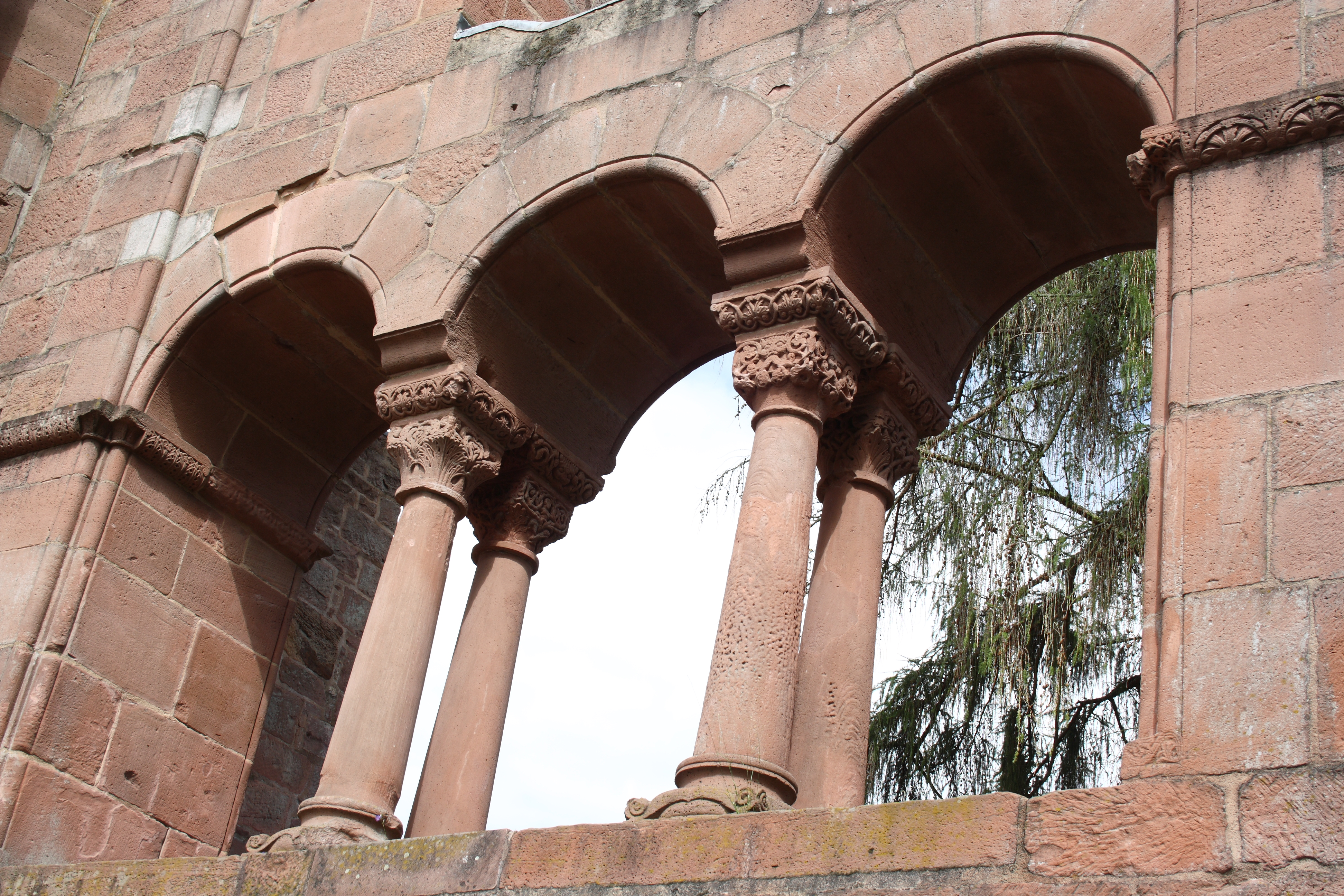
Ventanas del palas del palacio imperial de Gelnhausen, Hesse (1170).
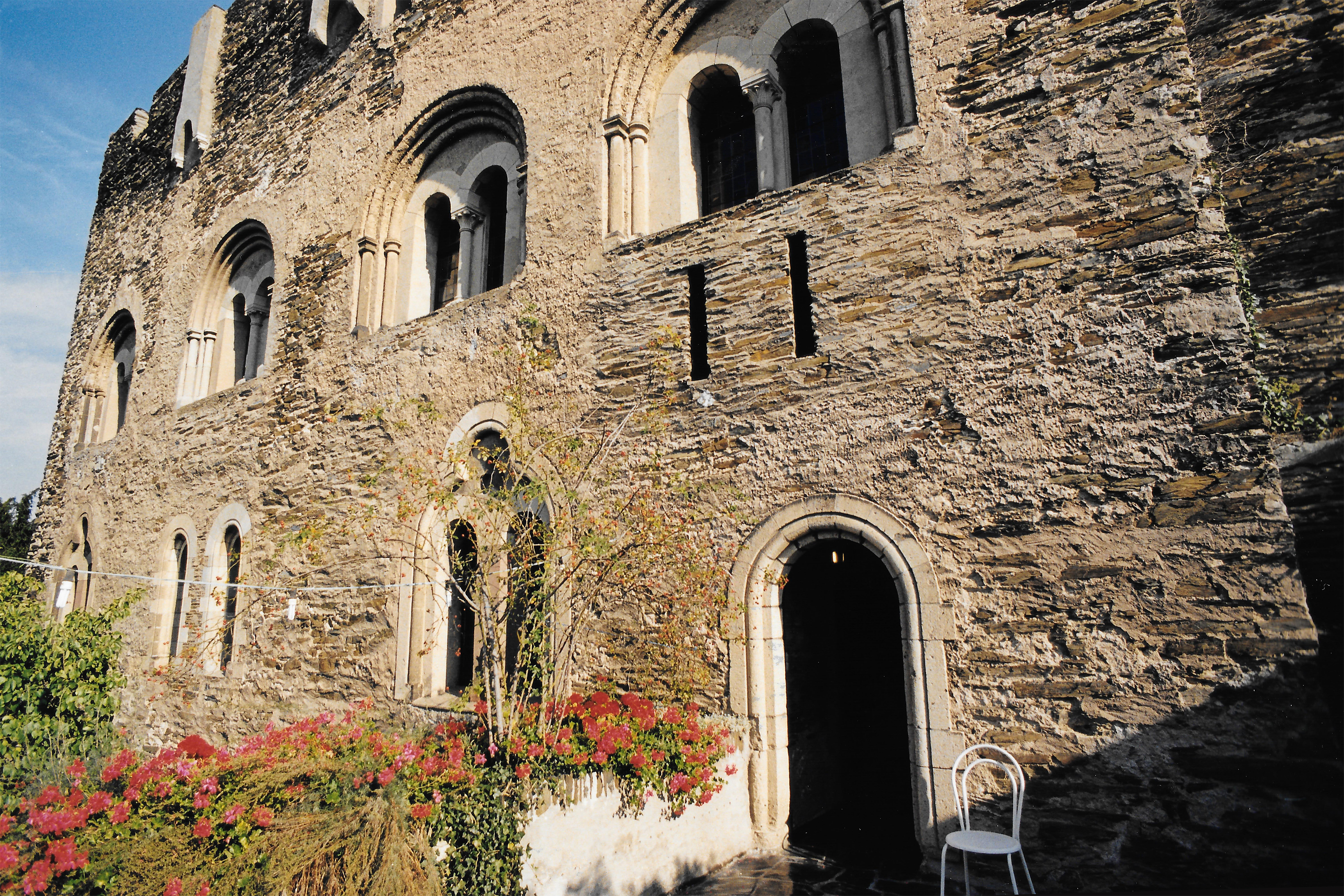
El palas románico del castillo de Gutenfels.
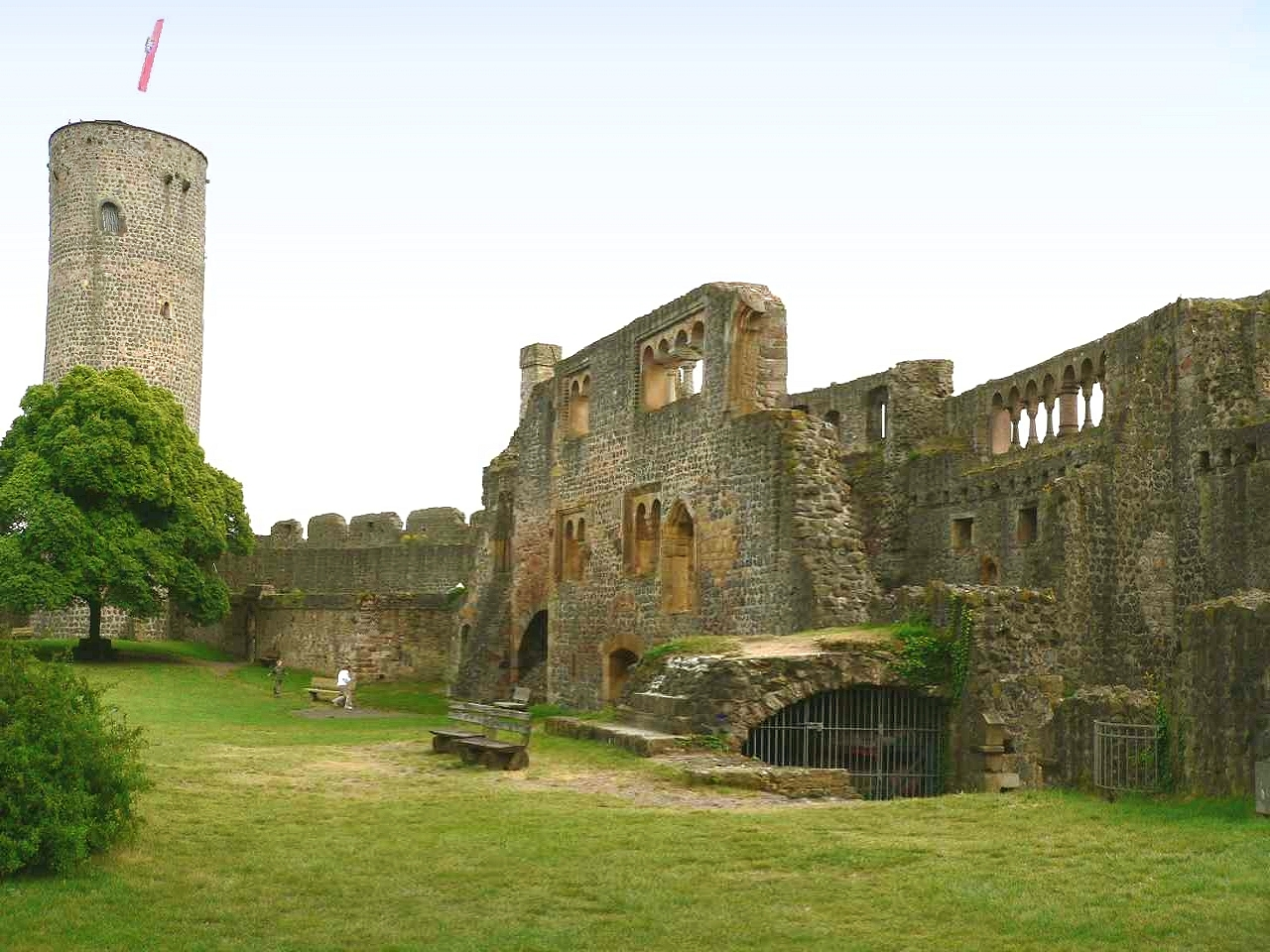
Fachada del palas románico del castillo de Mürzenberg.
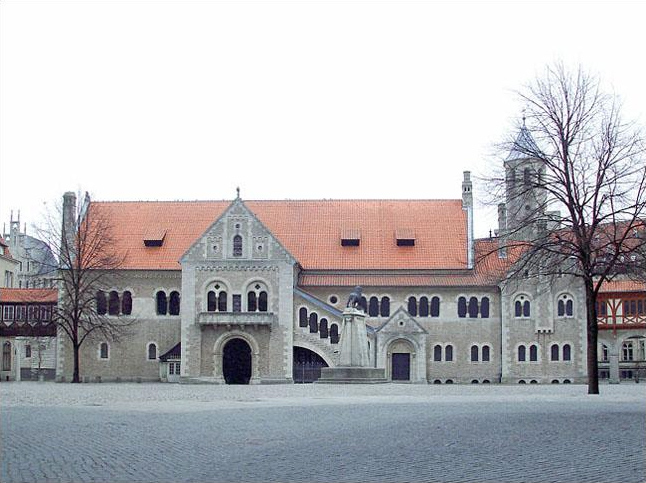
Palas reconstruido en el siglo XIX el castillo de Dankwarderode.

## Gótico

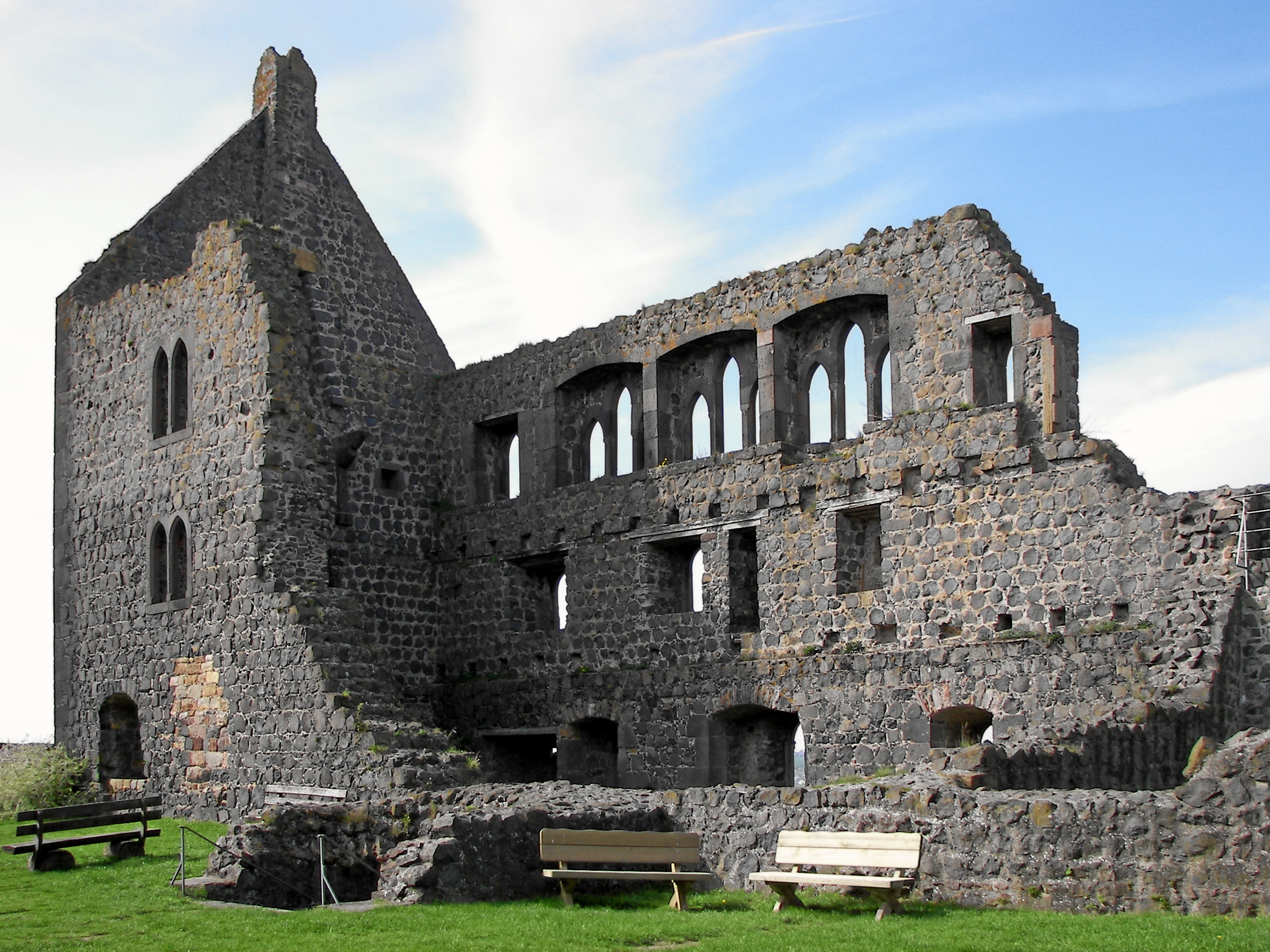
Falkensteiner Palas (1260) del castillo de Mürzenberg.
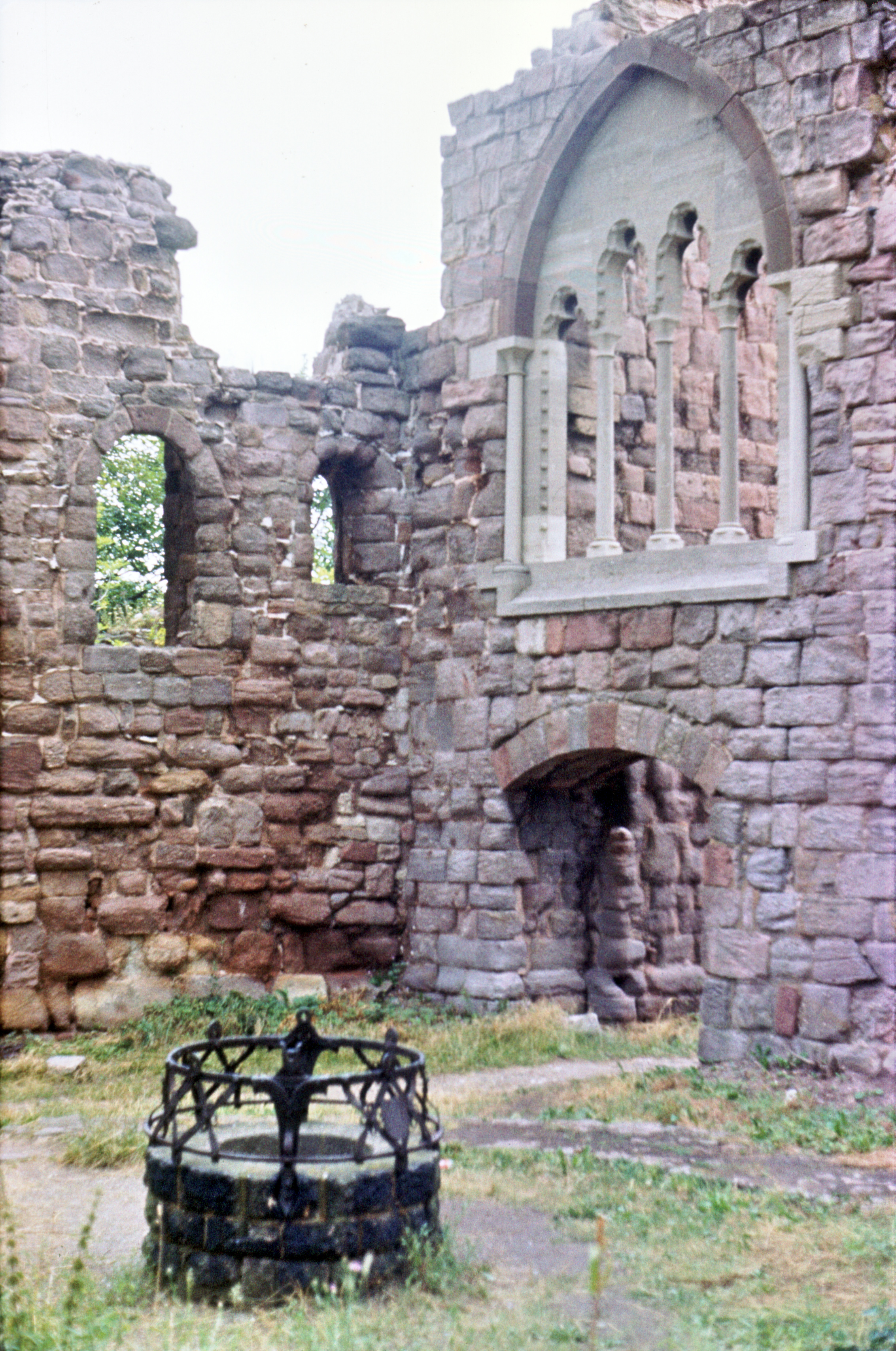
Ventana con arcos trifolios en Rothenburg (Turingia).